# Juan Muñoz

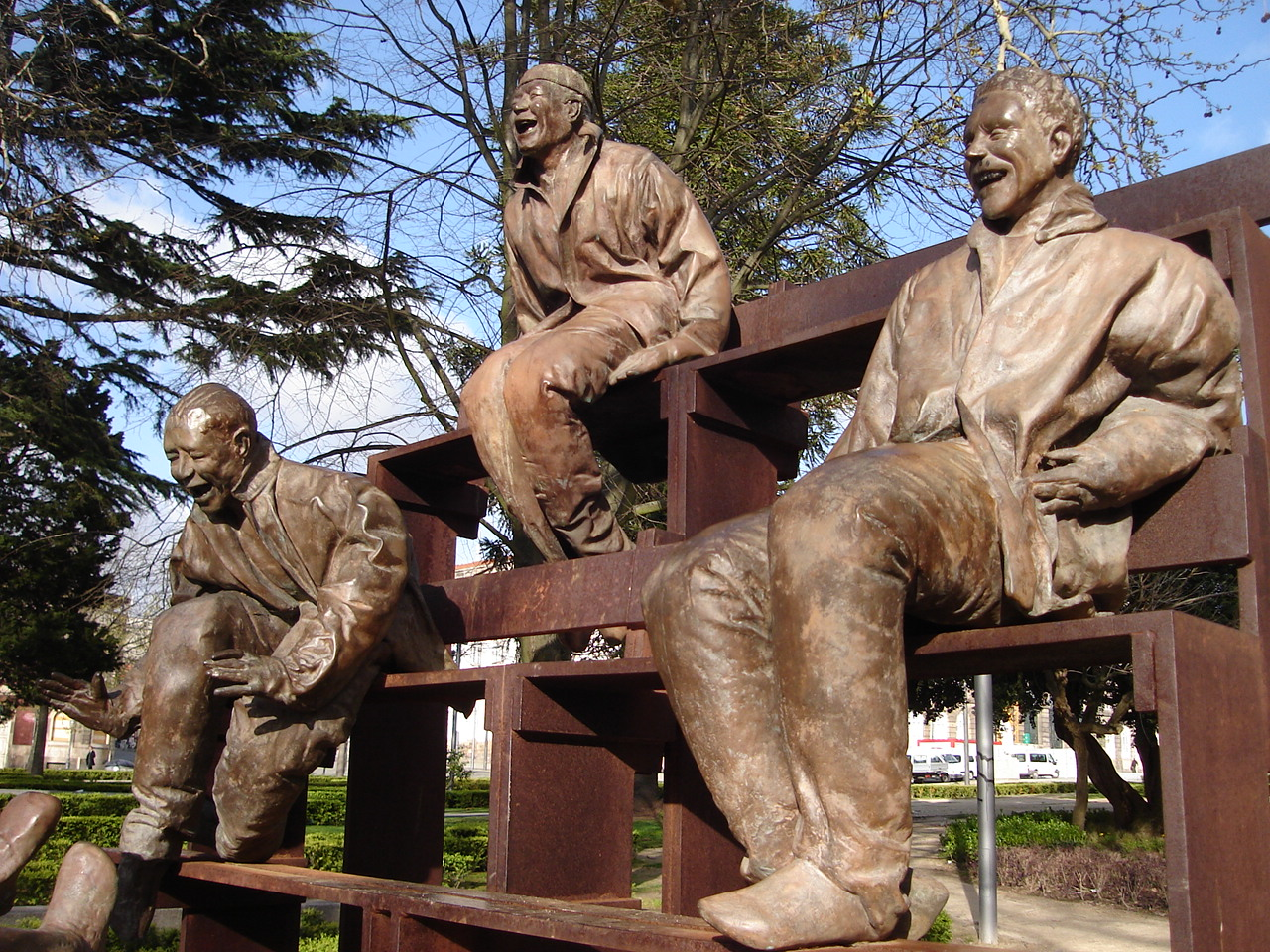
L'ultimo lavoro di Juan Muñoz Thirteen Laughing at Each Other (2001) esposto a Porto, Portogallo

Juan Muñoz (Madrid, 16 giugno 1953 – Santa Eulària des Riu, 28 agosto 2001) è stato uno scultore spagnolo.

## Biografia
Secondo di sei fratelli, trasferitosi in Inghilterra negli anni settanta, studiò al Croydon College di Londra e in seguito al Central School of Art and Design, dove incontrò la futura moglie, la scultrice spagnola Christina Iglesias, da cui ha avuto due figli, un maschio e una femmina.
Nel 1982 si trasferì negli Stati Uniti, dove vinse una borsa di studio al Pratt Centre di New York.
Juan Muñoz è morto all'età di 48 anni per un infarto nella sua casa estiva di Santa Eulària des Riu a Ibiza.

## Opere

### Scultura
Nel 1984 espose per la prima volta i suoi lavori alla galleria Fernando Vijande. I suoi lavori in seguito sono stati esposti in tutto il mondo.
Nei primi anni novanta Juan Muñoz iniziò a realizzare opere con carattere 'narrativo'. Queste sue sculture rappresentavano figure solo leggermente inferiori alle dimensioni naturali. In alcuni casi queste statue sono poste all'esterno altre volta all'interno di edifici. Le sculture sono monocromatiche, color grigio piombo o color cera.
Nell'intento dell'autore, l'osservatore si dovrebbe sentire parte dell'opera, infatti le statue sono in grado di coinvolgere lo spettatore che si riesce ad edificare con loro.
Le sue sculture furono eseguite inizialmente con la cartapesta, poi in seguito con la resina e le ultime in bronzo.
Tra le opere più famose ricordiamo:
- Only She Knew (1984)
- Spiral Staircase (1984)
- Minaret for Otto Kurz (1985)
- Wasteland (1987)
- Dwarf with Three Columns (1988)
- First Banister (1987)
- Wax Drum (1988)
- Backs on Bronze (1990)
- The Prompter (1988)
- Crossroads Cabinets (1999)
- Opposite Balconies (1991)
- Listening Figure (1991)
- Ventriloquist Looking at a Double Interior (1988-2001)
- Stuttering Piece (1993)
- Arab (1995)
- Mouth Drawings (1995)
- Conversation Piece (1996)
- Elevator (1996)
- Loaded Car II (1996)
- Shadow and Mouth (1996)
- Hanging Figures (1997)
- Towards the Shadow (1998)
- Many Times (1999)
- Seated Figures with Five Drums (1999)
- Staring at the Sea I (1997-2000)
- One Figure (2000)
- Thirteen Laughing at Each Other (2001)
- Una habitación donde siempre llueve

### Radio
Muñoz aveva anche doti musicali. Partecipò a diversi programmi radiofonici. A Man in a Room, Gambling ( Un uomo in una stanza, scommettendo) è tra i suoi lavori più famosi. È stato realizzato all'inizio degli anni ottanta, dieci puntate inferiori ai cinque minuti l'una, per il terzo canale della radio nazionaöe spagnola (Radio 3) e la BBC. Tale programma era in collaborazione con il compositore britannico Gavin Bryars. Muñoz durante ogni puntata raccontaca un trucco con le carte da gioco, accompagnato dalle musiche di Bryars.
In un programma radiofonico rimasto inedito (Third Ear, 1992), Juan Muñoz sostenne che ci sono due cose che sono impossibili da rappresentare: il presente e la morte. L'unico modo per poter parlare di loro è renderle assenti.

## Riconoscimenti
Nel 2000 vinse il Premio Nacional de Artes Plásticas.